# RCA Studio II

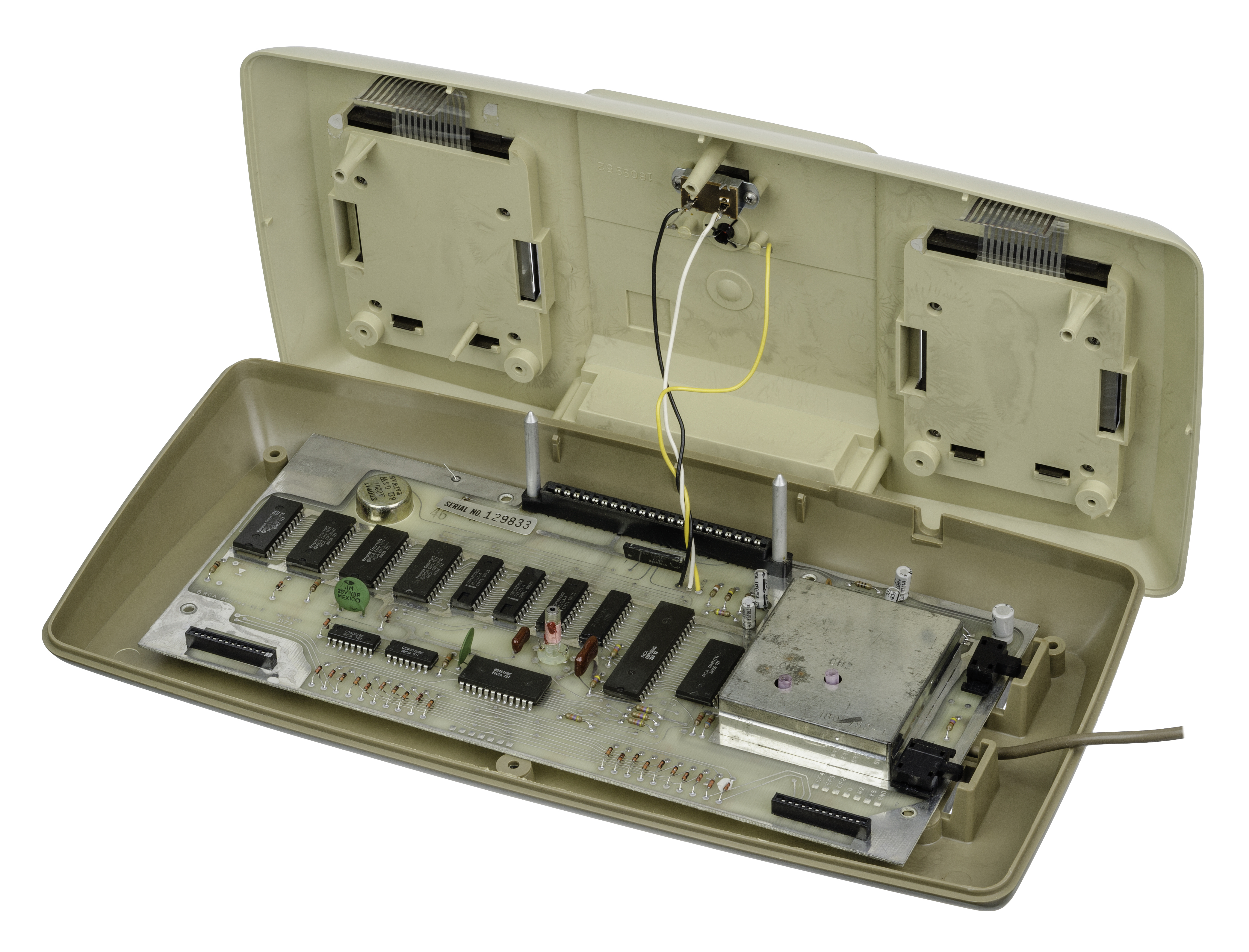
La RCA Studio II utilizó mayoritariamente chips fabricados por RCA.

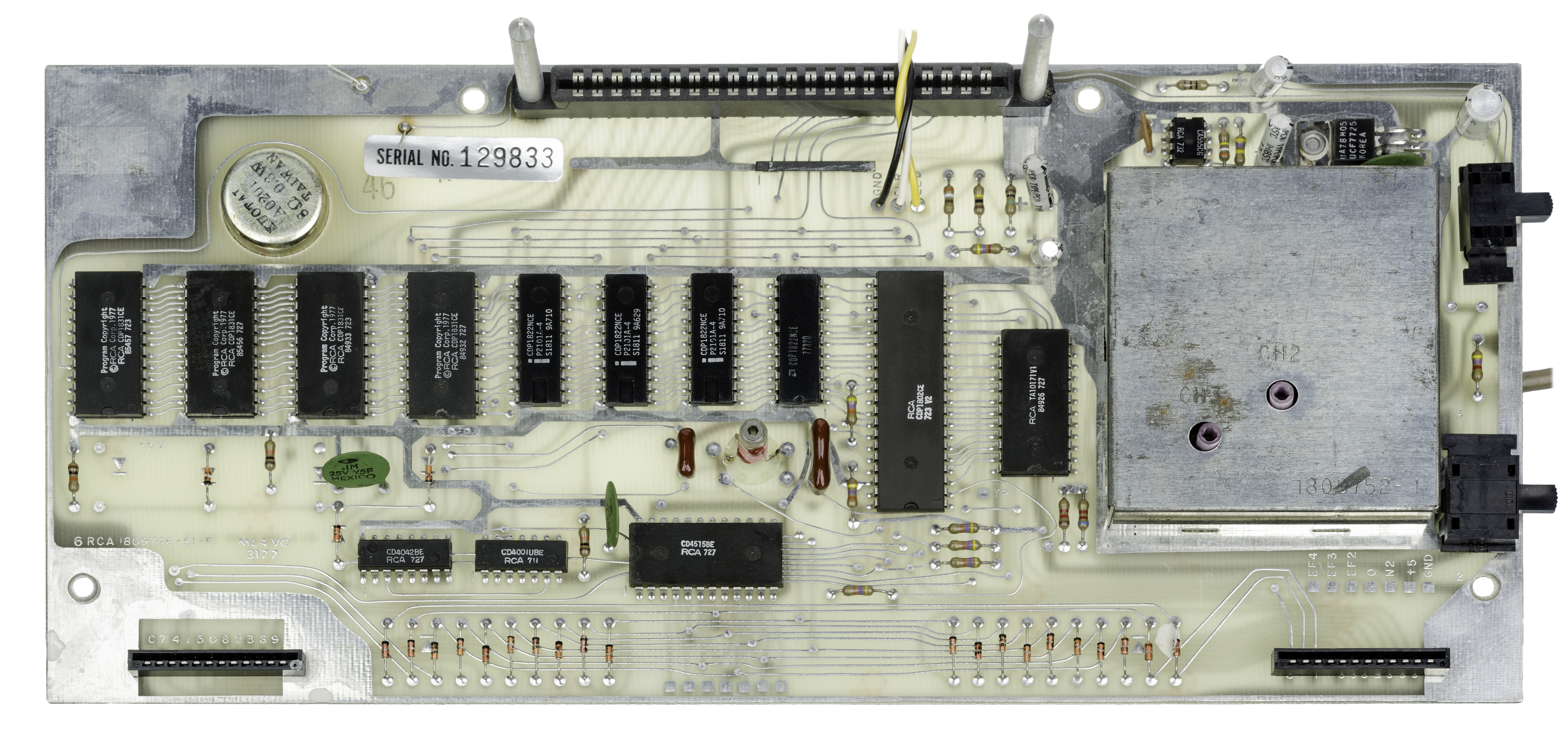
Placa madre de la RCA Studio II.

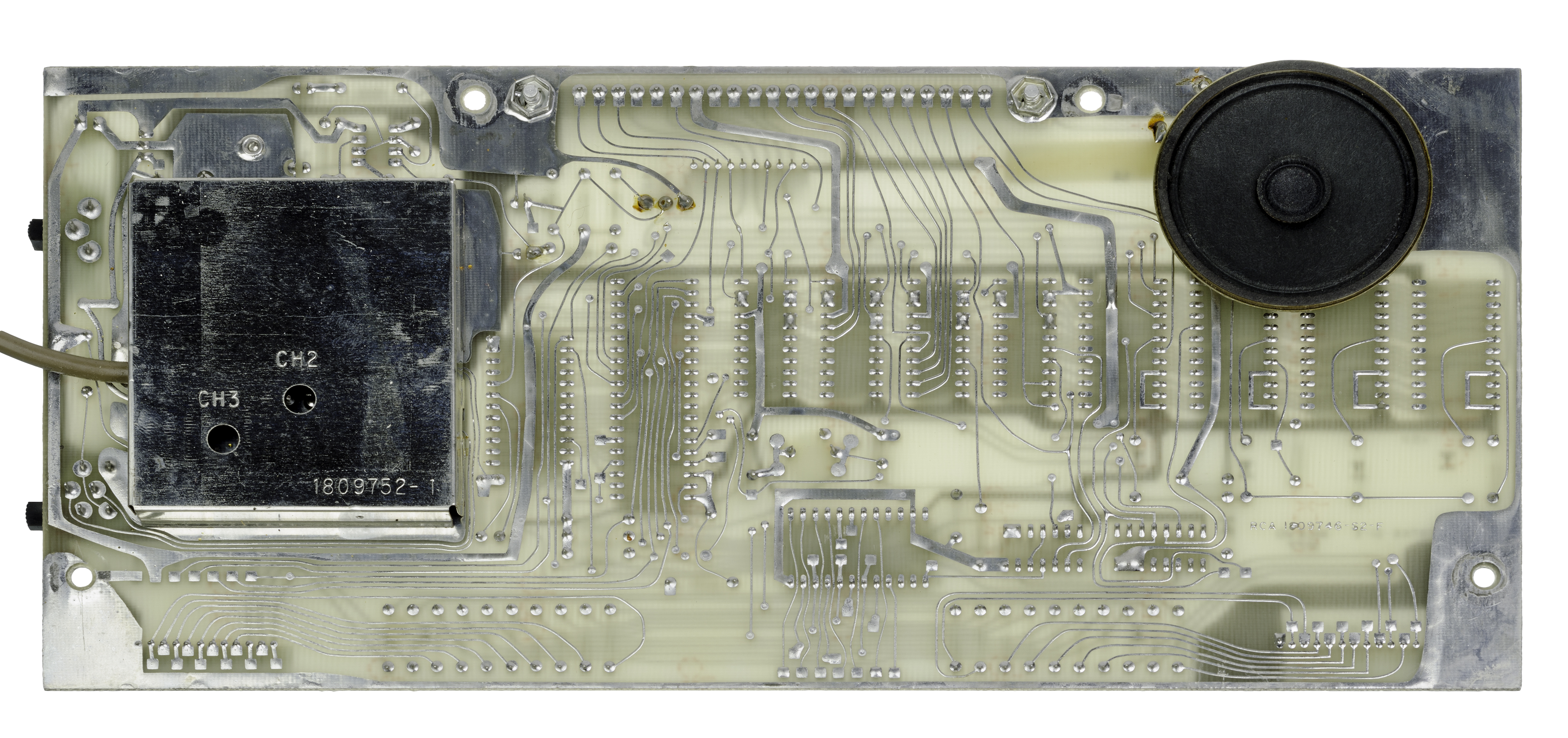
Vista inferior de la placa madre de la RCA Studio II.

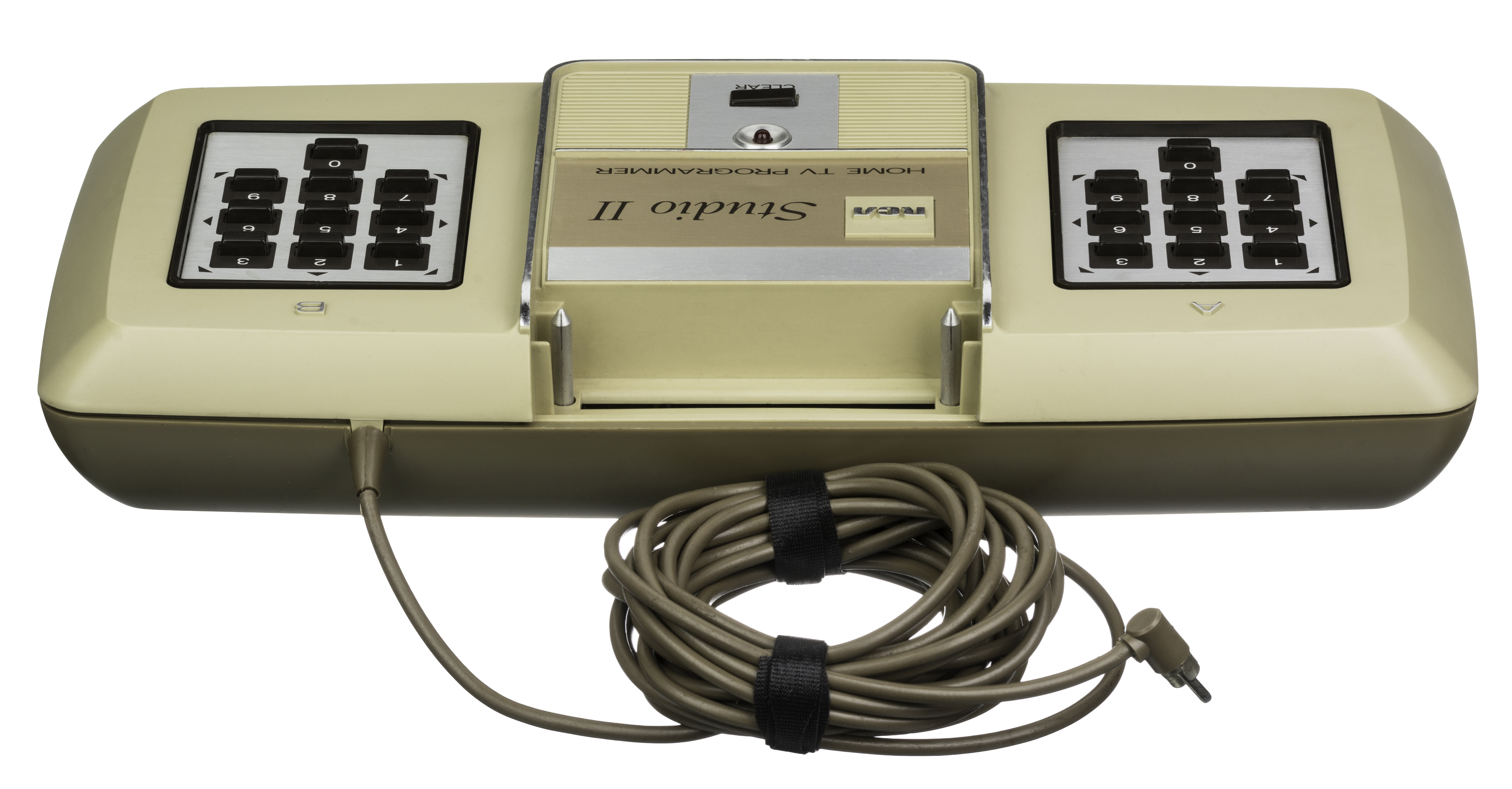
Como la Atari 5200, la RCA Studio II usa un cable para llevar vídeo y alimentación a la consola.

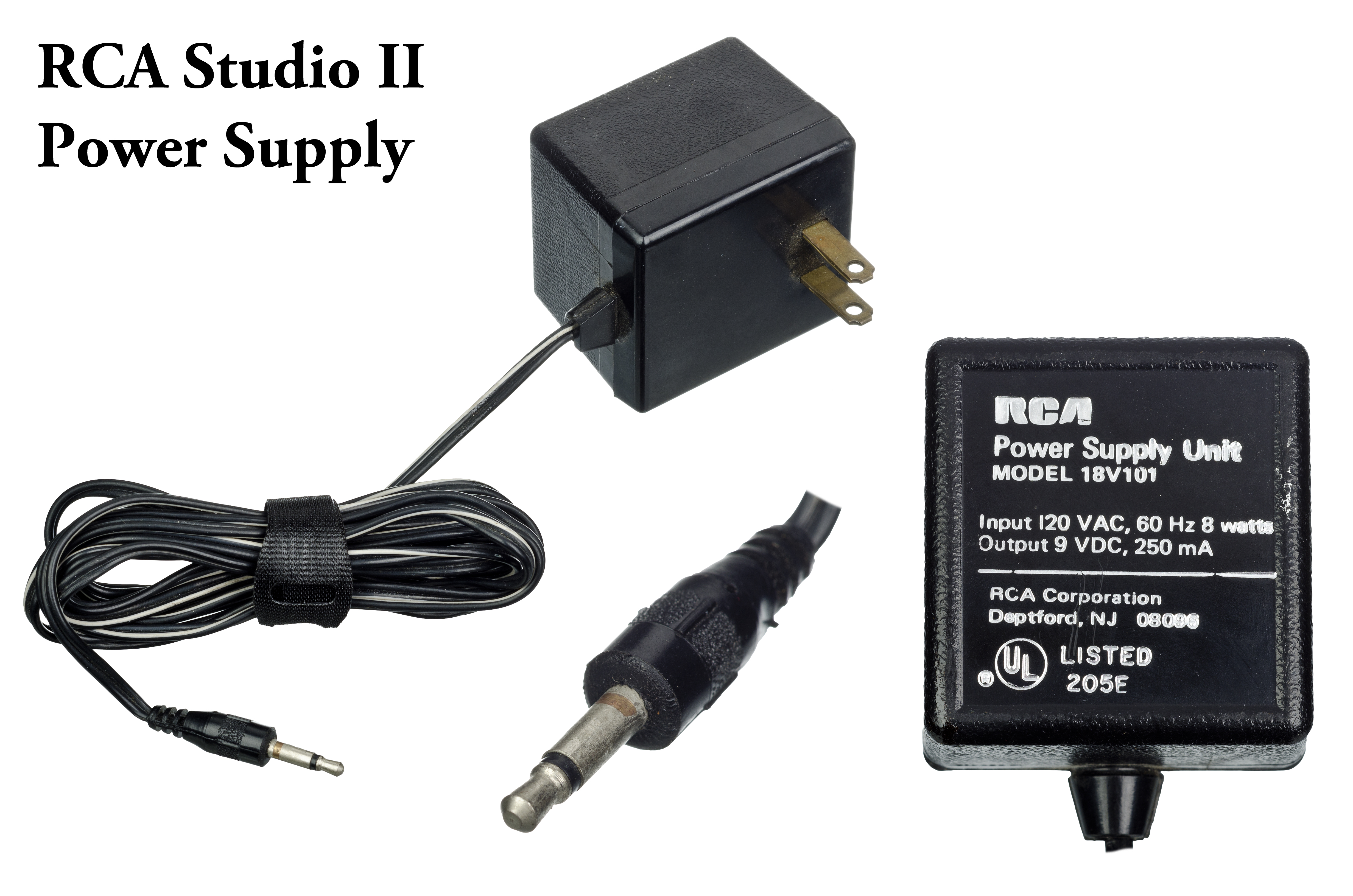
Fuente de alimentación

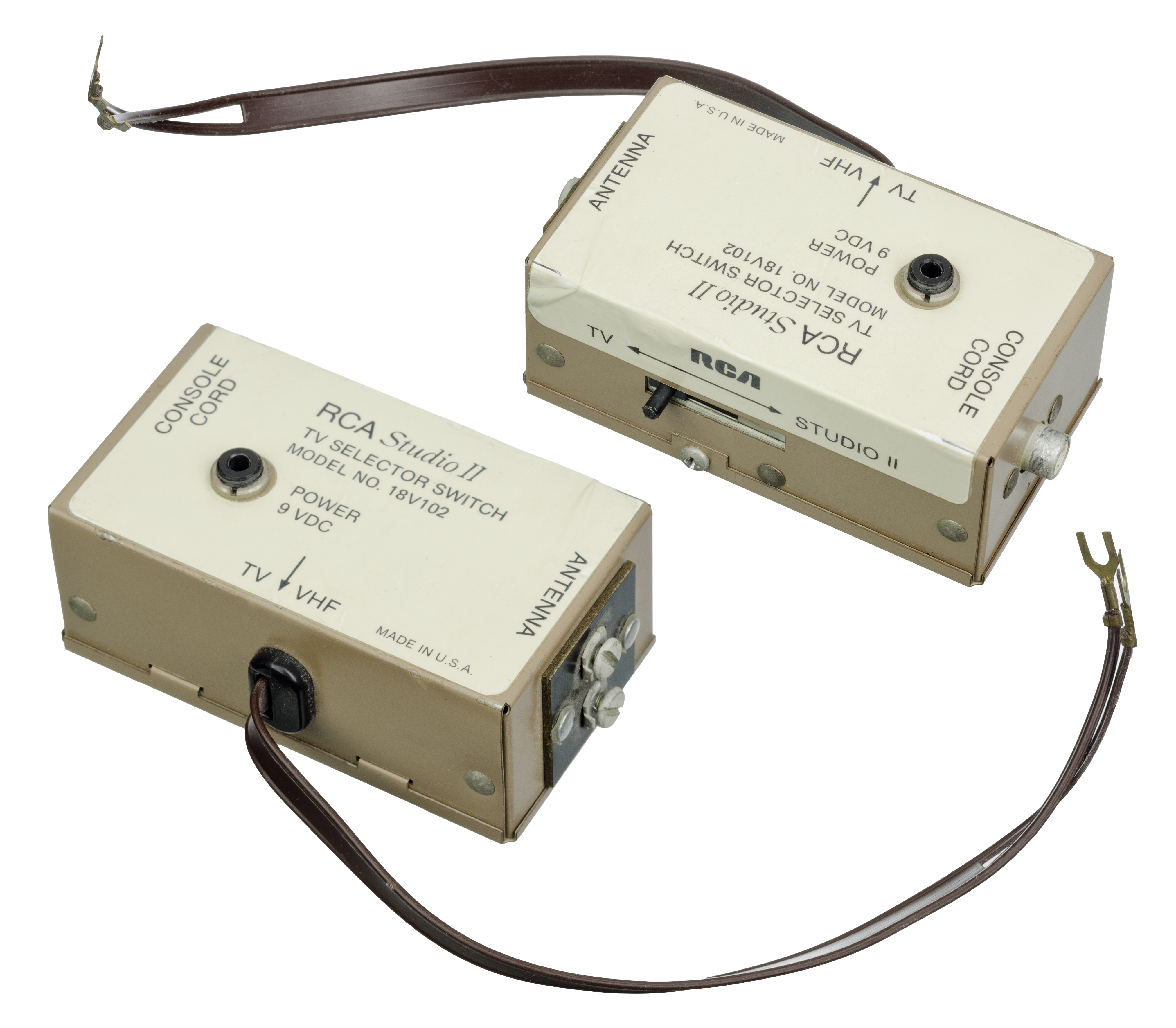
Switchbox

La RCA Studio II es una videoconsola fabricada por RCA que la lanzó en enero de 1977 a un precio de 149 dólares. Los gráficos de los juegos de la Studio II eran en blanco y negro y se parecían a los de las primeras consolas Pong  y sus clones. La Studio II tampoco tenía joysticks o paddles pero en cambio utilizó dos keypads numéricos  de diez teclas uno a cada lado de la consola. La consola era capaz de hacer sencillos sonidos beep con variaciones leves en tono y longitud.
Uno característica distinta de la Studio II era su cinco juegos incorporados.  Otro era su uso de un conmutador que direccionaba la señal modulada de radiofrecuencia del vídeo NTSC de la consola a la televisión mientras alimentaba la consola con corriente continua. Este tipo de conmutador no se volvería a ver hasta la Atari 5200.
La Studio II no tuvo éxito; la anteriormente lanzada Fairchild Channel F la hizo obsoleta al lanzamiento y recibe el tiro de gracia final cuando la muy superior a ambas Atari 2600 se lanza sólo 10 meses más tarde. Después de una ventas pobres en la campaña de Navidad en 1977, RCA cesó la producción de la Studio II y saldó el inventario sobrante a Radio Shack en una liquidación de inventario.

## Pérdida de mercado
En 1978, RCA anunció ventas bajas en la campaña de Navidad, y cesó la producción de la Studio II. Mientras las pérdidas no fueron anunciadas, RCA despidió 120 trabajadores en su planta que produjo el sistema en Carolina del Norte. Algunos analistas culparon del hecho a que los juegos de la RCA Studio II eran en blanco y negro, y no podría competir con los sistemas que ofrecen color.

## Especificaciones del Sistema
- Microprocesador RCA 1802  a 1.78 MHz
- 2 KB  de ROM (incluye los cinco juegos en consola) en cuatro chips CDP1831NCE de 1024 x 4 bits
- 512 bytes de memoria RAM en cuatro chips CDP1822NCE de 256 x 4 bits de SRAM
- Chip de vídeo RCA CDP1861 Pixie con una resolución de pantalla de  64x32 píxels en monocromo[5]
- Un oscilador NE555  que proporciona los beeps por el altavoz interno.
- Un CD4515BE. Es un chip CMOS estándar, un descodificador 4-16. Se utiliza para escanear los teclados. El hardware es bastante similar al de los ELF. El gran conjunto de diodos en la parte superior de la placa son parte de este circuito.
- Un CD4001BE. Es una puerta estándar Quad 2 NOR de entrada, y se utiliza para decodificar direcciones ROM y RAM.
- Un CD4042BE. Es un cierre (latch) estándar Quad D, que en conjunto con el CD4001BE, decodifica las direcciones ROM y RAM.
- Diez teclas numéricas a cada lado de la consola y una tecla CLEAR conectado al pin del mismo nombre de la CPU, que provoca un reset al pulsarse.
- Un led de POWER sobre la tecla CLEAR

### Mapa de memoria
En el mapa de memoria de la máquina estándar, los 4 bits superiores son relevantes; esas áreas están sin mapear, así que técnicamente podrían ser llenados con ROM del juego. Cuando se conecta un cartucho, reemplaza la ROM entre 400 y 7FF y puede reemplazar cualquier otro bloque de memoria, excepto 000-3FF (Intérprete) y 800-9FF (Datos y Video RAM).
En realidad, esto es incorrecto, pero correcto en la práctica. Todos los cartuchos conocidos se mapean en 400-7FF, pero también están disponibles A00-BFF y E00-FFF, aunque sólo se sospecha que uno de los juegos de los clones en color lo utiliza. En teoría se podría tener un juego en ROM de 63,5 Kilobytes
| Rango   | Tipo     | Contenido                                 | Notas |
| ------- | -------- | ----------------------------------------- | --- |
| 000-2FF | ROM      | RCA System ROM                            | Intérprete |
| 300-3FF | ROM      | RCA System ROM                            | Siempre presente |
| 400-7FF | ROM      | Juegos incorporados                       | Sin cartucho |
| 400-7FF | Cartucho | Juegos del cartucho                       | Cuando el cartucho está conectado |
| 800-8FF | RAM      | Memoria del sistema, memoria del programa | Datos del juego |
| 900-9FF | RAM      | VRAM                                      | Memoria de pantalla |
| A00-BFF | Cartucho | Disponible para los juegos de cartucho    | Probablemente no usado |
| C00-DFF | RAM/ROM  | Duplicado de 800-9FF                      | La memoria RAM se asigna dos veces en la configuración predeterminada. Esta memoria RAM se puede deshabilitar y mapear ROM en su lugar, se asume que esa ROM es para propósitos de emulación. |
| E00-FFF | Cartucho | Disponible para los juegos de cartucho    | Probablemente no usado |

### Mapa de puertos de E/S
Port 1. (Input) Al leer esto se activan los circuitos de vídeo, permitiendo la interrupción de 60 Hz que indica al 1802 que es hora de un nuevo cuadro de vídeo. El valor leído es indefinido, pero la forma más sencilla de activar el vídeo es mediante CALL $0066; esto lo hace la BIOS del sistema de todos modos.
Port 2 (Output) Los cuatro bits inferiores del puerto 2 seleccionan el número del teclado que se va a leer. Ambos teclados se pueden leer de esta manera. El valor se puede probar a través de EF3 y EF4.
EF1 (Input pin) Va a la lógica 1 al final del código de generación, brevemente. Esto se utiliza para realizar un bucle continuo en la visualización de vídeo controlada por interrupciones y comprobar cuándo debe finalizarse. Se pulsa también cuando el vídeo no se muestra, exactamente cómo se desconoce.
EF3 (Input pin) Lógica a 1 cuando se pulsa la tecla seleccionada en el teclado de la izquierda
EF4 (Input pin) Lógica '1' cuando se pulsa la tecla seleccionada en el teclado de la derecha
Q (Output pin) Apaga y enciende el sonido. Cuando la lógica a 1, el beeper está activado.

### Conector del cartucho
El conector es de un solo lado de 22 vías 0,156 pulgadas de ancho. Los conectores inferiores (los más cercanos al borde de la máquina) son los únicos utilizados.La enumeración es desde el lado izquierdo de la placa (el lado donde el sintonizador, los interruptores y el cable de RF).
Sin embargo, conectar los cartuchos en no es tan simple. Un cartucho de Studio II tiene un peine de metal que corta todos los pines del cartucho normalmente. Esto se empuja hacia arriba y fuera del camino cuando el cartucho se inserta en el Studio 2 (por los dos polos en que el cartucho encaja). Si mira hacia arriba el agujero se puede ver el borde de la barra de elevación. (La mejor manera de evitar esto es pegar un par de trozos de clavija allí). 
| Pin | Conexión    | Descripción |
| --- | ----------- | --- |
| 1   | DB7         | |
| 2   | DB6         | |
| 3   | DB5         | |
| 4   | DB4         | |
| 5   | DB3         | |
| 6   | ROM Disable | Este pin está conectado a los pines de selección de chip (alta) en los dos chips CDP1831 de ROM de la derecha que contienen el código de "juego", los datos de ROM entre $400 y $7FF. Esta línea normalmente pone la lógica '1' a través de una resistencia. En los cartuchos, este pin se conecta normalmente al pin adyacente, pin 7, tierra, deshabilitando esos dos chips ROM.                                    |
| 7   | Ground      | |
| 8   | D2          | |
| 9   | D1          | |
| 10  | D0          | |
| 11  | A0          | |
| 12  | A1          | |
| 13  | A2          | |
| 14  | A3          | |
| 15  | 5V power    | |
| 16  | A4          | |
| 17  | A5          | |
| 18  | A6          | |
| 19  | Señal TPA   | Esta señal es un cierre positivo de dirección alta, está conectado al pin 23 de las ROMs CDP1831. Es un circuito lógico simple. El primer TPA se invierte (4001 pines 8,9,10), entonces es exclusivo NORed con MRD (4001 pines 1,2,3). Esta puerta sólo produce una lógica '1' cuando MRD es lógica 0, y TPA es lógica 1, es decir, va de 0-> 1 cuando el byte de alta dirección está en las líneas de dirección 0-7. |
| 20  | A7          | |
| 21  | /MRD        | La línea activa la lectura de memoria baja directamente desde la CPU 1802. |
| 22  | ROMCS       | Se trata de una línea de selección de Chip de lógica '1' desde las ROM dentro del cartucho. Esta línea debe ir a la lógica '1' cuando la ROM está seleccionada y habilitada. |

## Clones
Algunos años después se lanzaron varios clones en color en Europa y Japón. Iban dirigidos al mercado que no podía permitirse una Colecovision, Vectrex o Atari 2600. Con un aspecto similar pero más llamativo, añadían gráficos en color o mandos separables. Se desarrollaron incluso nuevos juegos, aunque todas son compatibles con los cartuchos de la original.
- Soundic MPT-02 Victory
- Hanimex MPT-02
- Mustang 9016 Telespiel Computer
- Conic M-1200
- Sheen 1200 Micro Computer
- Visicom COM-100

## Juegos incluidos en la Studio II
- Addition
- Bowling
- Doodle
- Freeway
- Patterns

## Juegos de cartucho RCA para Studio II
1. 18V400|TV Arcade I: Space War
2. 18V401|TV Arcade II: Fun with Numbers
3. 18V402|TV Arcade III: Tennis/Squash
4. 18V403|TV Arcade IV: Baseball
5. 18V404|TV Arcade Series: Speedway/Tag
6. 18V405|TV Arcade Series: Gunfighter/Moonship Battle
7. 18V500|TV School House I
8. 18V501|TV School House II: Math Fun
9. 18V600|TV Casino I: Blackjack
10. 18V601|TV Casino Series: TV Bingo
11. 18V700|TV Mystic Series: Biorhythm

Muchos de los clones de la  Studio II clones tuvieron los mismos juegos pero también tuvieron títulos únicos no lanzados en los EE. UU.:
- M1200-05|Star Wars (Sheen M1200)
- M1200-07|Pinball (Sheen M1200) or Flipper (Clon alemán)

### Lista de cartuchos para el clon MPT-02 (Australia/Francia)
1. MG-200 Grand Pack (Doodle, Patterns, Blackjack y Bowling)
2. MG-201 Bingo
3. MG-202 Concentration Match
4. MG-203 Star Wars
5. MG-204 Math Fun (School House II)
6. MG-205 Pinball
7. MG-206 Biorythm
8. MG-207 Tennis/Squash
9. MG-208 Fun with Numbers
10. MG-209 Computer Quiz (School House I)
11. MG-210 Baseball
12. MG-211 Speedway/Tag
13. MG-212 Spacewar Intercept
14. MG-213 Gun Fight/Moon ship

### Lista de cartuchos para el clon Visicom COM-100 (Japón)
1. CAS-110 Arithmetic drill (Math Fun & Fun with Numbers)
2. CAS-130 Sports fan (Baseball & Sumo Wrestling)
3. CAS-140 Gambler I (Blackjack)
4. CAS-141 Gambler II (Slot Machine and Dice)
5. CAS-160 Space Command (Space War)
6. CAS-190 Inspiration (Bagua and Biorhythm)